# Porcellio pictus
Porcellio pictus är en kräftdjursart som beskrevs av Brandt 1833. Porcellio pictus ingår i släktet Porcellio och familjen Porcellionidae. Utöver nominatformen finns också underarten P. p. pictus.